# 2009 en gymnastique
| Années de la gymnastique : 2006 - 2007 - 2008 - 2009 - 2010 - 2011 - 2012    |
| Décennies de la gymnastique : 1970 - 1980 - 1990 - 2000 - 2010 - 2020 - 2030 |

Les faits marquants de l'année 2009 en gymnastique

## Compétitions
- 29 mars au 5 avril : 3e Championnats d'Europe individuels de gymnastique artistique masculine et féminine à Milan.
- 15 au 17 mai : 25e Championnats d'Europe de Gymnastique Rythmique à Bakou.
- 25 juin au 5 juillet 2009 : Gymnastique aux Jeux méditerranéens de 2009.
- 7 au 13 septembre : Championnats du monde de gymnastique rythmique 2009 à Ise au Japon.
- 13 au 18 octobre : Championnats du monde de gymnastique artistique 2009 à Londres.
- 11 au 14 novembre : 26e Championnats du monde de trampoline à Saint-Pétersbourg en Russie.
- 9 au 18 décembre : Gymnastique aux Jeux d'Asie du Sud-Est de 2009

## Décès
- 25 mars 2009 : Décès de Yukio Endo.
- 20 octobre 2009 : Yury Ryazanov